# Cristian Pavón
Cristian Pavón (Anisacate,  21 de enero de 1996) es un futbolista argentino que juega como extremo en Grêmio Foot-Ball Porto Alegrense del Campeonato Brasileño de Serie A.

## Trayectoria

### Talleres de Córdoba
En 2004, Pavón se unió a las categorías infantiles del Club Atlético Talleres, donde se desempeñaba de delantero. El 7 de febrero de 2012 fue ascendido al primer equipo y dijo: «Tengo dieciséis años y mi expectativa es que me salga todo bien cuando llegue a la Primera». Su debut se produjo el 7 de diciembre de 2013 en un partido contra Villa San Carlos. El 3 de marzo de 2014, anotó un gol en un empate a dos goles con Crucero del Norte. El 20 de abril, marcó un doblete en la victoria por 3:1 frente a Patronato. El 31 de mayo, anotó un tanto en la derrota por 2:1 ante Banfield, que con ese partido se consagró campeón del Campeonato de Primera B Nacional. En julio de ese año fue transferido a Boca Juniors, que pagó catorce millones de pesos por su pase, e inmediatamente fue cedido por seis meses al Club Atlético Colón.
El 9 de agosto, en el debut de Colón en la Primera B Nacional por el grupo A ante Instituto de Córdoba, Pavón ingresó al campo de juego al minuto 51 en reemplazo de Gustavo Villarruel. El encuentro finalizó empatado sin goles. El 3 de septiembre, en la goleada por 4:1 a Guaraní Antonio Franco, ingresó a la cancha en lugar de Facundo Callejo en el minuto 76 del encuentro. Al minuto 88, anotó el tercer gol de Colón. En la siguiente fecha, Colón derrotó de visitante a Argentinos Juniors por 2:0. En este partido, Pavón habilitó a Gerónimo Poblete para que este marcara el segundo gol al minuto 39. En la fecha 10, Colón derrotó a Douglas Haig por 3:1 y quedó ubicado en el tercer puesto en la tabla de posiciones de la zona A, a seis puntos del líder San Martín. En dicho encuentro, Pavón anotó dos goles en diez minutos. El 5 de octubre, en la goleada por 3:0 de visitante contra Instituto de Córdoba, marcó nuevamente dos goles, ambos desde afuera del área. Colón logró ascender a primera división en la última fecha, tras golear a Boca Unidos por 3:0.

### Boca Juniors
En enero de 2015, Pavón cumplió su préstamo y, a pedido del entrenador Rodolfo Arruabarrena, regresó a Boca para jugar la pretemporada. El club le reconoció a Talleres un 25% sobre la diferencia entre el monto de la venta y pagó tres millones de dólares. El 24 de enero jugó el amistoso de pretemporada ante River Plate. En el minuto 40 recibió una dura entrada por parte de Leonel Vangioni que no le permitió continuar el resto del superclásico. Esta falta le ocasionó una fractura del quinto metatarsiano del pie izquierdo, que lo mantuvo dos meses fuera del terreno de juego. El 3 de abril, cuando se recuperó, fue convocado para jugar un partido contra Huracán. En este partido, su debut oficial, ingresó en el minuto 62 en reemplazo de Nicolás Lodeiro. Dos fechas después, anotó su primer gol con Boca en la victoria por 3:1 a Lanús, tras haber corrido cuarenta y cinco metros. El 3 de mayo de 2015, Boca venció a River Plate por 2:0 en el primer superclásico oficial del año. Después de ingresar a la cancha en lugar de Federico Carrizo, Pavón marcó el primer tanto del partido al minuto 84. «Es lo más lindo que me pasó desde que llegué a Boca», declaró concluido el partido. El 1 de noviembre, Boca se coronó campeón del Campeonato de Primera División tras vencer 1:0 a Tigre. Tres días después, ganó la Copa Argentina tras derrotar por 2:0 a Rosario Central. El 8 de febrero de 2016, durante un entrenamiento, Pavón sufrió un esguince de ligamento lateral externo en la rodilla derecha, por lo que tuvo que dejar las canchas dos meses.
En la temporada 2016, Arruabarrena abandonó su cargo y Guillermo Barros Schelotto lo reemplazó. En los octavos de final de la Copa Libertadores, derrotaron a Cerro Porteño por 2:1 en la ida y 3:1 en la vuelta, donde Pavón marcó un gol. En los cuartos de final eliminaron a Nacional por penales. En el partido de vuelta, Leonardo Jara asistió a Pavón y este anotó un gol en el minuto 72, pero mientras celebraba se sacó la camiseta y, como estaba amonestado, fue expulsado. El 29 de junio, realizó el gol oficial más rápido de la historia de Boca Juniors en el profesionalismo cuando, a los once segundos del partido frente a Güemes por la Copa Argentina, marcó el primero de los cuatro goles de su equipo. Además, a los trece minutos, anotó un segundo tanto. El 14 de julio, hizo dos goles en la derrota por 3:2 frente a Independiente del Valle en semifinales de la Copa Libertadores. Volvió a anotar el 22 de agosto, en un partido contra Santamarina por los dieciseisavos de final de la Copa Argentina, que Boca ganó por 2:1. El gol fue cobrado a pesar de que Pavón se encontraba en posición adelantada. El 11 de septiembre, en la victoria por 3:0 a Belgrano, Pavón marcó un gol de tiro libre que celebró formando una T con sus manos, en referencia a Talleres de Córdoba. En la fecha 14, le hizo un gol a su ex club, Colón, marcando el 4:1 definitivo a favor de Boca. El 21 de junio, el equipo ganó el Campeonato de Primera División tras un empate 2:2 con Olimpo. Durante el período de fichajes, se vinculó a Pavón con el Zenit de San Petersburgo.
En el primer partido del campeonato 2017-18, Boca goleó a Olimpo por 3:0; Pavón realizó dos asistencias, a Darío Benedetto y Pablo Pérez. El 17 de septiembre le hizo un gol a Godoy Cruz en la victoria 4:1 por la cuarta fecha. El 1 de octubre convirtió el gol de la victoria en el partido contra Chacarita Juniors, lo que le sirvió a Boca para continuar con puntaje ideal. Dos semanas después volvió a marcar, esta vez en la victoria por 2:0 sobre Patronato. El 29 de octubre, con siete victorias seguidas en el campeonato, el club consiguió su mejor comienzo de temporada en la historia. El 5 de noviembre, Pavón jugó el clásico ante River Plate, que ganaron por 2:1. Sin embargo, dos semanas después el equipo perdió el invicto tras perder 2:1 de local con Racing Club. En enero de 2018, Pavón hizo los trámites para obtener la ciudadanía italiana. El 27 de enero, a los dos minutos de juego, marcó el primero de los dos goles que conformaron la victoria por 2:0 frente a Colón. El 25 de febrero, anotó un gol e hizo una asistencia en el partido contra San Martín. En este encuentro, llegó a la cantidad de nueve pases de gol en la liga.
El 14 de marzo, se disputó en Mendoza la Supercopa Argentina, donde Boca perdió ante River Plate por 2:0. El 1 de abril, en un encuentro frente a Talleres, luego de superar a cinco rivales asistió a Walter Bou en el primer gol del partido. Tras el empate transitorio, Pablo Pérez marcó el 2:1 final en tiempo añadido. Pavón tuvo un buen rendimiento a lo largo del juego y fue una de las figuras de su equipo. En este mismo encuentro llegó a las sesenta titularidades consecutivas en Boca. El 4 de abril, marcó el gol de la victoria en el encuentro de Copa Libertadores frente a Junior de Barranquilla. El 11 de abril, en el partido frente a Palmeiras, asistió a Carlos Tévez en el minuto 92 y este marcó el 1:1 final. El 9 de mayo, su equipo se consagró campeón del Campeonato de Primera División tras empatar 2:2 con Gimnasia y Esgrima La Plata en el Estadio Juan Carmelo Zerillo. Hasta el 12 de mayo, Pavón jugó sesenta y nueve encuentros como titular en el equipo. Con once pases a gol en veintiséis partidos, se convirtió en el máximo asistente de la liga. El 16 de mayo, Boca se clasificó a octavos de final de la Copa Libertadores tras golear por 5:0 a Alianza Lima, en un encuentro donde Pavón realizó cuatro asistencias en los primeros cuatro goles. Con nueve puntos, finalizó en la segunda posición de su grupo, detrás de Palmeiras. Después de su participación en la Copa Mundial de Fútbol, Pavón confirmó que se quedaría en Boca Juniors hasta la culminación de la Copa Libertadores. Luego de esto, se le aumentó la cláusula de rescisión de treinta y tres millones de euros a cincuenta millones. El 27 de junio, Pavón fue elegido mejor jugador de la liga.
El 1 de agosto, en el comienzo de la temporada 2018-19, su equipo derrotó 6:0 al Club Atlético Alvarado por la fase de grupos de la Copa Argentina, en un partido en el que Pavón asistió a Ramón Ábila en el primer tanto y se fue reemplazado por Sebastián Villa en el segundo tiempo. El 8 de agosto, participó en la victoria por 2:0 sobre Libertad, en la ida de los octavos de final de la Copa Libertadores. Cuatro días después, en el debut de su equipo en la liga, anotó un gol a los nueve minutos en la victoria por 1:0 a Talleres. El 15 de agosto, disputó el torneo amistoso Joan Gamper ante el F. C. Barcelona; el partido acabó 3:0 a favor de los españoles. El 30 de agosto, en la vuelta ante Libertad, marcó uno de los cuatro goles que conformaron la victoria por 4:2. Tres días después, le convirtió un gol a Vélez Sarsfield en la victoria por 3:0. El 23 de septiembre se jugó por la liga el superclásico ante River Plate, en el que Pavón no tuvo una buena actuación y su equipo perdió de local por 2:0. El 27 de septiembre, Boca Juniors quedó eliminado de la Copa Argentina en los octavos de final tras perder 1:0 con Gimnasia y Esgrima La Plata, en un encuentro en el que Pavón fue sustituido en el segundo tiempo.
El 4 de octubre, en el partido de vuelta por los cuartos de final de la Copa Libertadores, le convirtió un gol en tiempo de descuento a Cruzeiro que le permitió a su club avanzar a las semifinales del torneo, tras imponerse 3:1 en el marcador global. Pavón no volvió a marcar en lo que restó del año. El 31 de octubre, en el encuentro de vuelta de semifinales en el que se fue sustituido por molestias físicas, Boca Juniors derrotó a Palmeiras y clasificó a la final. En la ida de la final se enfrentaron a River Plate en el Estadio Alberto J. Armando; el partido acabó igualado a dos goles y Pavón fue reemplazado en el minuto 27 debido a una lesión que más tarde se confirmó como un desgarro en el isquiotibial izquierdo. La vuelta se disputó en el Estadio Santiago Bernabéu el 9 de diciembre y River Plate ganó por 3:1 en la prórroga, en un partido en el que Pavón tuvo una actuación regular. A pesar del buen rendimiento que tuvo en la primera etapa del año, su nivel bajó durante el resto de la temporada.
La siguiente temporada el club anunció la llegada de un nuevo entrenador, Gustavo Alfaro. El 31 de enero, Pavón anotó su primer gol en el año en una goleada por 4:0 a San Martín de San Juan, donde además le dio una asistencia a Ramón Ábila en la tercera anotación. El 21 de febrero se desgarró el en el bíceps femoral izquierdo durante un encuentro contra Atlético Tucumán. Después de tres semanas de inactividad, regresó para jugar por la liga ante Banfield, donde anotó un gol y realizó una asistencia, en un partido que le dio el pasaje a la Copa Libertadores a su equipo. El 28 de abril, en la ida de los octavos de final de la Copa de la Superliga, le marcó a Godoy Cruz en la victoria por 2:1 de visitante. El 2 de mayo, su equipo se consagró campeón de la Supercopa Argentina tras derrotar a Rosario Central en tanda de penales, en la que Pavón convirtió. El 2 de junio perdieron con Tigre la final de la Copa de la Superliga. El equipo quedó primero en su grupo en la Copa Libertadores y en los octavos de final se enfrentó con Athletico Paranaense, donde en la vuelta Pavón no integró la lista de convocados. Boca accedió a los cuartos de final tras ganar la serie por 3:0 global.

### Cesión a Los Angeles Galaxy
El 8 de agosto de 2019, Pavón fue transferido en calidad de cedido a Los Angeles Galaxy, dirigido por Guillermo Barros Schelotto, para jugar la segunda mitad de la temporada. El director general del equipo estadounidense, Dennis te Kloese, dijo que el jugador «tiene el talento para ser uno de los jugadores ofensivos más efectivos en la Major League Soccer».

### Atlético Mineiro
Luego de culminar su vínculo contractual con el Club Atlético Boca Juniors que finalizaba el 30 de junio de 2022. Se uniría a las filas del Club Atlético de Mineiro de la Serie A de Brasil, firmando así un contrato que lo vincula con la institución hasta junio de 2025.
"Kichan" anotaría su primer gol con dicho equipo el 8 de agosto de 2022 ante Atlético Paranaense en la derrota 3 a 2 ante los mismos.

## Selección nacional
Con la selección argentina sub-17, Pavón disputó en 2013 la Copa del Mundo organizada en Emiratos Árabes, donde consiguieron el cuarto puesto. En mayo de 2015, fue confirmado en la lista de veintiún jugadores realizada por Humberto Grondona para jugar el Mundial Sub-20 de Nueva Zelanda. En la competición, Argentina integró el grupo B junto con las selecciones de Austria, Ghana y Panamá. El seleccionado argentino quedó eliminado en primera ronda tras dos empates y una derrota.
El 26 de julio de 2016, Pavón fue convocado por Julio Olarticoechea (director técnico de la selección argentina sub-23) para jugar los Juegos Olímpicos de Río de Janeiro, después de que Manuel Lanzini fuera descartado para la competición debido a un esguince en la rodilla. La selección argentina cayó eliminada en la primera fase del torneo tras una victoria, un empate y una derrota. El 2 de noviembre de 2017, Pavón fue convocado por el entrenador Jorge Sampaoli para disputar partidos amistosos contra Rusia y Nigeria. Realizó su debut con la selección absoluta el 11 de noviembre, en el encuentro contra Rusia, donde ingresó al minuto 79 en lugar de Eduardo Salvio. Seis minutos después, asistió a Sergio Agüero para que marcara el 1:0 final. Asimismo, le brindó otra asistencia a Agüero en el partido contra el seleccionado nigeriano, que los argentinos ganaban por 2:0 pero acabó 4:2 a favor de los nigerianos.
En marzo de 2018, disputó los amistosos de ese mes frente a Italia, donde ingresó en los últimos minutos y casi no tuvo participación, y España, donde entró al minuto 56. La selección argentina fue goleada 6:1 por los españoles y Pavón recibió una tarjeta amarilla al final del encuentro tras cometerle una falta a Dani Parejo. El 21 de mayo fue citado por Jorge Sampaoli para disputar la Copa Mundial de Fútbol de 2018. El 29 de mayo, en un partido amistoso contra Haití, asistió a Lionel Messi en el tercer gol del encuentro, que finalizó 4:0. En la Copa del Mundo, Argentina integró el grupo D junto con las selecciones de Croacia, Islandia y Nigeria. El 16 de junio, en el primer partido por la fase de grupos, los argentinos enfrentaron a los islandeses; el encuentro finalizó empatado 1:1 y Pavón entró al campo de juego al minuto 75, en lugar de Ángel Di María. En el segundo partido, una derrota por 3:0 frente a la selección croata, ingresó a la cancha al minuto 56, en reemplazo de Eduardo Salvio.
El tercer encuentro, ante Nigeria, lo comenzó nuevamente desde el banco de suplentes; entró al campo de juego al minuto 60 en lugar de Enzo Pérez. El seleccionado argentino ganó por 2:1 y, tras quedar segundo en su grupo, clasificó a octavos de final. El cuarto partido, donde se enfrentaron a la selección francesa, Pavón lo comenzó en el equipo titular, aunque fue sustituido al minuto 73 por Maximiliano Meza. El seleccionado argentino perdió el encuentro por 4:3 y quedó eliminado de la competición. El 17 de agosto, el entrenador interino de la selección argentina, Lionel Scaloni, incluyó a Pavón en la lista de veintinueve jugadores convocados para disputar los partidos amistosos contra Colombia y Guatemala. El 8 de septiembre, se jugó en Los Ángeles el encuentro ante los guatemaltecos, que Pavón comenzó de titular (fue sustituido en el segundo tiempo por Matías Vargas) y su seleccionado ganó por marcador 3:0. El 11 de septiembre, en el MetLife Stadium de Nueva Jersey, los argentinos igualaron 0:0 con los colombianos, en un partido en el que Pavón ingresó al terreno de juego desde el banco de suplentes. El 28 de septiembre, fue convocado por Lionel Scaloni para disputar los encuentros amistosos ante Brasil e Irak en Arabia Saudita. No obstante, el 7 de octubre se confirmó que no jugaría los partidos debido a un dolor en el músculo isquiotibial derecho.

### Participaciones en Copas del Mundo
| Torneo                   | Sede          | Resultado        | PJ | Goles |
| ------------------------ | ------------- | ---------------- | -- | ----- |
| Copa Mundial Sub-17 2013 | EAU           | Cuarto puesto    | 3  | 0     |
| Copa Mundial Sub-20 2015 | Nueva Zelanda | Fase de grupos   | 2  | 0     |
| Copa Mundial 2018        | Rusia         | Octavos de final | 4  | 0     |

### Participaciones en Juegos Olímpicos
| Torneo                | Sede           | Resultado      | PJ | Goles |
| --------------------- | -------------- | -------------- | -- | ----- |
| Juegos Olímpicos 2016 | Río de Janeiro | Fase de grupos | 3  | 0     |

## Polémicas
Cristian Pavón se encuentra imputado por violación desde el 8 de marzo de 2018.
En enero de 2021 fue denunciado por Marisol Doyle por abuso sexual con acceso carnal. El hecho habría ocurrido el 1 de noviembre de 2019, en Villa La Bolsa, Córdoba.

## Estadísticas

### Clubes
Actualizado de acuerdo al último partido jugado el 2 de agosto de 2025.
| Club                          | Div.          | Temporada     | Liga  | Liga  | Liga   | Copas nacionales | Copas nacionales | Copas nacionales | Torneos internacionales | Torneos internacionales | Torneos internacionales | Total | Total | Total  |
| Club                          | Div.          | Temporada     | Part. | Goles | Asist. | Part.            | Goles            | Asist.           | Part.                   | Goles                   | Asist.                  | Part. | Goles | Asist. |
| ----------------------------- | ------------- | ------------- | ----- | ----- | ------ | ---------------- | ---------------- | ---------------- | ----------------------- | ----------------------- | ----------------------- | ----- | ----- | ------ |
| Talleres de Córdoba Argentina | 2.ª           | 2013-14       | 19    | 4     | 3      | 1                | 0                | 0                | —                       | —                       | —                       | 20    | 4     | 3      |
| Talleres de Córdoba Argentina | Total club    | Total club    | 19    | 4     | 3      | 1                | 0                | 0                | 0                       | 0                       | 0                       | 20    | 4     | 3      |
| C. A. Colón Argentina         | 2.ª           | 2014          | 20    | 5     | 5      | 1                | 0                | 0                | —                       | —                       | —                       | 21    | 5     | 5      |
| C. A. Colón Argentina         | Total club    | Total club    | 20    | 5     | 5      | 1                | 0                | 0                | 0                       | 0                       | 0                       | 21    | 5     | 5      |
| C. A. Boca Juniors Argentina  | 1.ª           | 2015          | 6     | 2     | 0      | 1                | 0                | 0                | 2                       | 0                       | 0                       | 9     | 2     | 0      |
| C. A. Boca Juniors Argentina  | 1.ª           | 2016          | 3     | 0     | 0      | 1                | 2                | 0                | 7                       | 2                       | 2                       | 11    | 4     | 2      |
| C. A. Boca Juniors Argentina  | 1.ª           | 2016-17       | 30    | 9     | 9      | 3                | 1                | 1                | 1                       | 2                       | 0                       | 34    | 12    | 10     |
| C. A. Boca Juniors Argentina  | 1.ª           | 2017-18       | 26    | 6     | 12     | 4                | 0                | 1                | 6                       | 1                       | 5                       | 36    | 7     | 18     |
| C. A. Boca Juniors Argentina  | 1.ª           | 2018-19       | 15    | 4     | 3      | 11               | 1                | 2                | 12                      | 2                       | 0                       | 38    | 7     | 5      |
| C. A. Boca Juniors Argentina  | 1.ª           | 2021          | 21    | 4     | 4      | 8                | 0                | 1                | 7                       | 0                       | 0                       | 36    | 4     | 5      |
| C. A. Boca Juniors Argentina  | Total club    | Total club    | 101   | 25    | 28     | 28               | 4                | 5                | 35                      | 7                       | 7                       | 164   | 36    | 40     |
| L. A. Galaxy Estados Unidos   | 1.ª           | 2019          | 13    | 4     | 6      | —                | —                | —                | —                       | —                       | —                       | 13    | 4     | 6      |
| L. A. Galaxy Estados Unidos   | 1.ª           | 2020          | 22    | 10    | 3      | —                | —                | —                | —                       | —                       | —                       | 22    | 10    | 3      |
| L. A. Galaxy Estados Unidos   | Total club    | Total club    | 35    | 14    | 9      | 0                | 0                | 0                | 0                       | 0                       | 0                       | 35    | 14    | 9      |
| Atlético Mineiro · Brasil     | 1.ª           | 2022          | 18    | 1     | 0      | —                | —                | —                | —                       | —                       | —                       | 18    | 1     | 0      |
| Atlético Mineiro · Brasil     | 1.ª           | 2023          | 33    | 3     | 8      | 11               | 1                | 2                | 6                       | 0                       | 1                       | 50    | 4     | 11     |
| Atlético Mineiro · Brasil     | 1.ª           | 2024          | —     | —     | —      | 4                | 0                | 1                | —                       | —                       | —                       | 4     | 0     | 1      |
| Atlético Mineiro · Brasil     | Total club    | Total club    | 51    | 4     | 8      | 15               | 1                | 3                | 6                       | 0                       | 1                       | 72    | 5     | 12     |
| Grêmio F-B. P. A. · Brasil    | 1.ª           | 2024          | 21    | 1     | 3      | 11               | 4                | 3                | 4                       | 0                       | 0                       | 36    | 5     | 6      |
| Grêmio F-B. P. A. · Brasil    | 1.ª           | 2025          | 11    | 0     | 1      | 11               | 3                | 2                | 5                       | 0                       | 2                       | 27    | 3     | 5      |
| Grêmio F-B. P. A. · Brasil    | Total club    | Total club    | 32    | 1     | 4      | 22               | 7                | 5                | 9                       | 0                       | 2                       | 63    | 8     | 11     |
| Total carrera                 | Total carrera | Total carrera | 258   | 53    | 57     | 67               | 12               | 13               | 50                      | 7                       | 10                      | 375   | 72    | 80     |
| 1. 2. 3.                      |               |               |       |       |        |                  |                  |                  |                         |                         |                         |       |       |        |

### Selecciones nacionales
Actualizado de acuerdo al último partido jugado el 12 de septiembre de 2018.
| Selección          | Año               | Amistosos | Amistosos | Amistosos | Eliminatorias | Eliminatorias | Eliminatorias | Continental | Continental | Continental | Mundial | Mundial | Mundial | Total | Total | Total  |
| Selección          | Año               | Part.     | Goles     | Asist.    | Part.         | Goles         | Asist.        | Part.       | Goles       | Asist.      | Part.   | Goles   | Asist.  | Part. | Goles | Asist. |
| ------------------ | ----------------- | --------- | --------- | --------- | ------------- | ------------- | ------------- | ----------- | ----------- | ----------- | ------- | ------- | ------- | ----- | ----- | ------ |
| Sub-17 Argentina   | 2013              | 5         | 5         | 0         | —             | —             | —             | —           | —           | —           | 3       | 0       | 0       | 8     | 5     | 0      |
| Sub-17 Argentina   | Total             | 5         | 5         | 0         | 0             | 0             | 0             | 0           | 0           | 0           | 3       | 0       | 0       | 8     | 5     | 0      |
| Sub-20 Argentina   | 2015              | 4         | 4         | 0         | —             | —             | —             | —           | —           | —           | 2       | 0       | 0       | 6     | 4     | 0      |
| Sub-20 Argentina   | Total             | 4         | 4         | 0         | 0             | 0             | 0             | 0           | 0           | 0           | 2       | 0       | 0       | 6     | 4     | 0      |
| Sub-23 Argentina   | 2016              | —         | —         | —         | —             | —             | —             | —           | —           | —           | 3       | 0       | 0       | 3     | 0     | 0      |
| Sub-23 Argentina   | Total             | 0         | 0         | 0         | 0             | 0             | 0             | 0           | 0           | 0           | 3       | 0       | 0       | 3     | 0     | 0      |
| Absoluta Argentina | 2017              | 2         | 0         | 1         | —             | —             | —             | —           | —           | —           | —       | —       | —       | 2     | 0     | 1      |
| Absoluta Argentina | 2018              | 5         | 0         | 1         | —             | —             | —             | —           | —           | —           | 4       | 0       | 0       | 9     | 0     | 1      |
| Absoluta Argentina | Total             | 7         | 0         | 2         | 0             | 0             | 0             | 0           | 0           | 0           | 4       | 0       | 0       | 11    | 0     | 2      |
| Total selecciones  | Total selecciones | 16        | 9         | 2         | 0             | 0             | 0             | 0           | 0           | 0           | 12      | 0       | 0       | 28    | 9     | 2      |
| 1.                 |                   |           |           |           |               |               |               |             |             |             |         |         |         |       |       |        |

### Resumen estadístico
| Torneo                  | Part. | Goles | Asist. |
| ----------------------- | ----- | ----- | ------ |
| Liga                    | 258   | 53    | 57     |
| Copas nacionales        | 67    | 12    | 13     |
| Torneos internacionales | 50    | 7     | 10     |
| Selección absoluta      | 11    | 0     | 2      |
| Total                   | 386   | 72    | 82     |

## Palmarés

### Campeonatos regionales
| Título             | Equipo            | Estado             | Año  |
| ------------------ | ----------------- | ------------------ | ---- |
| Campeonato Mineiro | Atlético Mineiro  | Minas Gerais       | 2023 |
| Campeonato Gaúcho  | Grêmio F-B. P. A. | Río Grande del Sur | 2024 |
| Recopa Gaúcha      | Grêmio F-B. P. A. | Río Grande del Sur | 2025 |

### Campeonatos nacionales
| Título              | Equipo             | País      | Año     |
| ------------------- | ------------------ | --------- | ------- |
| Primera División    | C. A. Boca Juniors | Argentina | 2015    |
| Copa Argentina      | C. A. Boca Juniors | Argentina | 2015    |
| Primera División    | C. A. Boca Juniors | Argentina | 2016-17 |
| Primera División    | C. A. Boca Juniors | Argentina | 2017-18 |
| Supercopa Argentina | C. A. Boca Juniors | Argentina | 2018    |
| Copa Argentina      | C. A. Boca Juniors | Argentina | 2019-20 |

### Distinciones individuales
| Distinción                                                           | Año  |
| -------------------------------------------------------------------- | ---- |
| Parte de los 50 mejores futbolistas sub-21 del mundo según L'Équipe. | 2017 |
| Mejor jugador de la Superliga Argentina 2017-18.                     | 2018 |
| Máximo asistente de la Superliga Argentina 2017-18.                  | 2018 |